# Majdan Nezałeżnosti
Majdan Nezałeżnosti (ukr. Майдан Незалежності) – jedna ze stacji kijowskiego metra na linii Linia Obołonśko-Teremkiwśkiej. Została otwarta 17 grudnia 1976. 
Nazwa stacji nawiązuje do Placu Niepodległości, położonego na Chreszczatyku.
Stacja była wcześniej znana jako Ploscza Kalinina, ale została zmieniona w rok po jego otwarciu do Płoszcza Żowtniewoi riewoliuciji (ukraiński: Площа Жовтневої революції). Majdan Nezałeżnosti tworzy kompleks stacji z sekcją transferową z sąsiednią stacją Chreszczatyk na linii Swjatoszynśko-Browarśkiej.